# Adela Zarzycka
Adela Zarzycka z domu Durlej (ur. 10 października 1925 w Radowie w gminie Młynów, zm. 10 marca 2015 w Ciechocinku) – polska rolniczka, poseł na Sejm PRL VI i VII kadencji.

## Życiorys
Córka Stanisława i Anny. Uzyskała wykształcenie zasadnicze zawodowe. Prowadziła wraz z mężem indywidualne gospodarstwo rolne. W 1966 została członkinią Polskiej Zjednoczonej Partii Robotniczej, w której była sekretarzem podstawowej organizacji partyjnej, a także członkinią Komitetu Powiatowego. Pełniła funkcje wiceprezesa Powiatowego Związku Kółek Rolniczych i przewodniczącej Powiatowej Rady Koła Gospodyń Wiejskich (zasiadała też w Wojewódzkiej Radzie KGW). W 1972 i 1976 uzyskiwała mandat posła na Sejm PRL w okręgu Toruń. Przez dwie kadencje zasiadała w Komisji Zdrowia i Kultury Fizycznej, a w trakcie VII kadencji ponadto w Komisji Leśnictwa i Przemysłu Drzewnego.

## Odznaczenia
- Srebrny Krzyż Zasługi (1969)
- Medal 30-lecia Polski Ludowej